# Stadio Francisco de la Hera
Lo stadio Francisco de la Hera (in spagnolo estadio Francisco de la Hera) è uno stadio di calcio situato ad Almendralejo, in Spagna. È stato inaugurato il 12 ottobre 1951. Nel giugno del 1996 è stato demolito e ricostruito nello stesso anno, e inaugurato il 9 settembre. Esso ha una capacità di circa undicimila spettatori.